# Odon de Châteauroux
Odon de Châteauroux (ur. 1190 w Châteauroux-en-Berry – zm. 25 lutego 1273 w Orvieto) – francuski duchowny katolicki, teolog i filozof scholastyczny.

## Życiorys
Studiował na Uniwersytecie Paryskim, zdobywając tytuł magistra w 1229 roku; następnie został profesorem na tym uniwersytecie. 1238-44 był kanclerzem oraz członkiem kapituły katedralnej w Paryżu. W 1240 zaangażował się w tzw. dysputę paryską, która zakończyła się potępieniem Talmudu. W 1244 został mianowany kardynałem biskupem Tusculum. Uczestniczył w Soborze Lyońskim I w 1245 roku. Towarzyszył królowi Francji Ludwikowi IX w VI krucjacie jako legat papieski. W trakcie tej legacji mianował greckich biskupów na Cyprze, pośredniczył także w podejmowanych przez Innocentego IV próbach zawarcia sojuszu z Mongołami przeciw muzułmanom. Dziekan Kolegium Kardynalskiego od 12 grudnia 1254 roku. Przewodniczył papieskim elekcjom 1261, 1264-65 i 1268-71.
Odon de Châteauroux był wielkim promotorem idei krucjaty w celu odzyskania Jerozolimy z rąk muzułmanów, a także autorem zbioru homilii. Zmarł w Orvieto.